# Gualmatán
Gualmatán là một khu tự quản thuộc tỉnh Nariño, Colombia. Thủ phủ của khu tự quản Gualmatán đóng tại Gualmatán Khu tự quản Gualmatán có diện tích 35 ki lô mét vuông. Đến thời điểm ngày 28 tháng 5 năm 2005, khu tự quản Gualmatán có dân số 5172 người.